# Fraggle Rock
Fraggle Rock (conocida como Los Fraguel en España) es una serie infantil, creada por Jim Henson y protagonizada por muñecos (diferentes tipos de títeres) llamados fraggles. Se emitieron 96 episodios entre el 10 de enero de 1983 hasta el 30 de marzo de 1987.

## Características
La visión de Fraggle Rock articulada por Jim Henson era la de proporcionar un mundo divertido y colorido, pero también un mundo con un relativamente complejo sistema de relaciones simbióticas entre diferentes tipos de criaturas, una alegoría del mundo real, donde cada grupo ignoraba lo interconectados que estaban y lo importantes que eran para los demás. Creando este mundo alegórico permitió al programa entretener y divertir a la vez que se exploraba seriamente aspectos de prejuicio, espiritualidad, identidad personal, medio ambiente, y conflicto social. Fraggle Rock generalmente rechazaba sobresimplificar cualquier asunto individual, en cambio solo mostraba las consecuencias y dificultades inherentes de las diferentes acciones y relaciones. Aunque los Fraggles sí aprendían lecciones importantes, rara vez eran conscientes de haberlas aprendido. Los ideales de amistad, sinceridad con uno mismo, y aprender a amar a aquellos que son genuinamente diferentes, fueron la piedra angular del trabajo de Jim Henson a lo largo de sus 40 años de carrera, y él consideró Fraggle Rock como una de las expresiones más puras y exitosas de esa visión.

## Los habitantes de Fraggle Rock

### Fraggles
- Fraggles, son pequeñas criaturas humanoides, de unos 30 centímetros de alto, que existen en una amplia variedad de colores y poseen colas con un pequeño penacho de pelo en la punta. Viven en un conjunto de cuevas naturales llamado Fraggle Rock, que están llenas de toda clase de criaturas y detalles, y que parecen conectar al menos dos mundos diferentes. Los Fraggles viven una vida muy despreocupada, empleando la mayor parte de su tiempo jugando, explorando y disfrutando en general. Viven a base de rábanos y 'construcciones de los curris' (ver abajo).

La serie se centró en un grupo de Fraggles en particular: Gobo, Musi, Rosi, Dudo y Bombo. Los cinco forman un íntimo grupo de amigos, y cada uno tiene una personalidad específica. Gobo es el líder, práctico y con los pies en la tierra, y se considera un explorador. Musi es muy espiritual y artística, siendo tranquila y contemplativa. Rosi, por el contrario, es exuberante y atlética; es una de las mejores nadadoras entre los Fraggles. Dudo es nervioso y patológicamente indeciso, aunque nada cobarde cuando el momento lo requiere. El rasgo principal de Bombo es la depresión y preocupación, y su pasatiempo favorito es lavar calcetines - Los Fraggles, sin embargo, parece que no usan calzado la mayoría del tiempo.

### Goris
- Mum, Dad y Son,

Más allá de la otra salida de Fraggle Rock vive una pequeña familia de Goris, humanoides gigantes y peludos que miden unos 7 metros de alto. Los padres de la familia se consideran Emperador y Emperatriz del Universo, con su hijo Junior como príncipe y heredero, pero a simple vista son simples granjeros con un cortijo y una huerta. Los Fraggles son considerados una peste por los Goris, porque les roban los rábanos. También existe en el mundo de los Goris un montón de desperdicios cognoscente (llamado Justina en Hispanoamérica y ¨Mamá Basura¨en el doblaje español), y sus dos ayudantes con forma de rata Filo y Mena. Los Fraggles consideran a La Montaña de Basura como poseedora de toda sabiduría y acuden a por su consejo regularmente.

### Curris / Inges
- Curris / Inges

Dentro de Fraggle Rock vive una segunda especie de pequeñas criaturas humanoides, de color verde y trabajadores como hormigas, los Curris o Inges, según la versión hispanoamericana. De pie alcanzan los 5 cm de alto, son como unos antiFraggles, con sus vidas dedicadas al trabajo y la industria. Los Curris / Inges pasan gran parte de su tiempo construyendo todo tipo de estructuras inútiles por todo Fraggle Rock, haciendo uso de herramientas de construcción en miniatura y llevando cascos y botas de obrero. Para asegurarse de tener siempre una gran cantidad de trabajo que hacer, los Curris/Inges construyen sus estructuras a partir de una sustancia moldeable similar al caramelo (supuestamente hecha de rábanos) que apasiona a los Fraggles. Esta es esencialmente la única interacción entre Curris y Fraggle; Curris construyendo y Fraggles comiendo las sabrosas construcciones curris. Así pues ellos forman una extraña forma de simbiosis. La serie tuvo varios episodios con un curri como protagonista, la jovencita llamada 'Cotterpin' o 'Berbiquína' en español, y a medida que se revela más de la cultura curri se descubre que está sorprendentemente evolucionada.

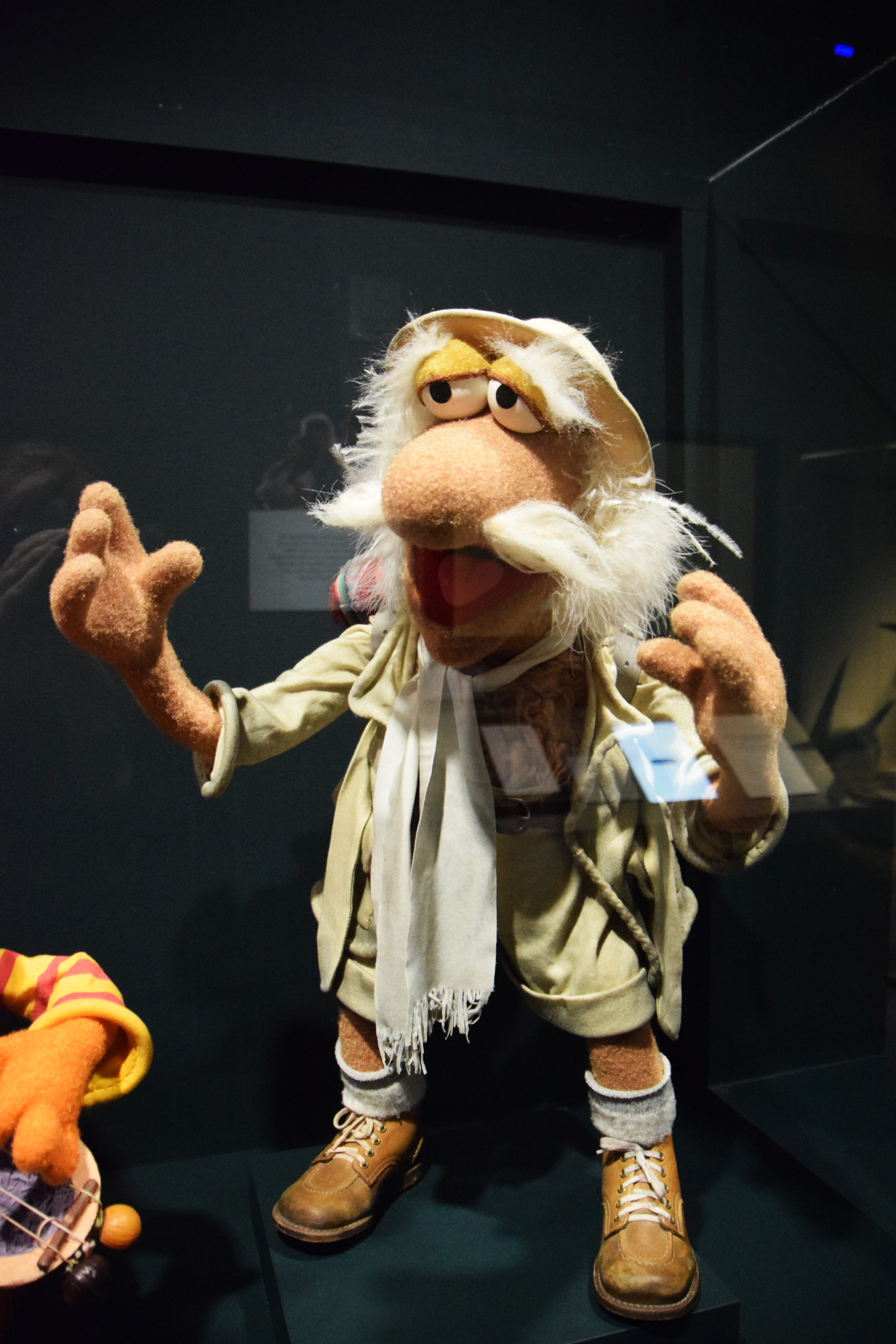
Tío Matt el viajero en "The Jim Henson Exhibition", Museo de la Imagen en Movimiento

### Las criaturas del Mundo Exterior
Gobo tiene un tío llamado Matt, también conocido como Matt el viajero. En cada episodio de la serie Matt está de viaje por el Mundo Exterior (como llaman los fraggles a nuestro mundo), para explorarlo, y envía postales a Gobo cada semana. El acceso de Fraggle Rock al Mundo Exterior es un pequeño agujero en la pared del taller de un peculiar inventor llamado Doc, y Gobo debe adentrarse en el taller de Doc para recoger las postales de la papelera donde Doc las tira. Doc no es consciente de la existencia de los fraggles, pero su perro Sprocket los ha visto varias veces y pone gran empeño en sus intentos de mostrárselos a su dueño. Los fraggles llaman a los humanos «estúpidas criaturas» basándose en las descripciones de Matt después de que este los observase y entrase en contacto con ellos.
El verdadero nombre de Doc, Jerome Christian, es revelado en el último episodio. En el penúltimo episodio finalmente descubre la existencia de los fraggles y entabla amistad con ellos.
En una ocasión hubo una serie de libros sobre Fraggle Rock, uno de los cuales se titulaba La leyenda del Curri que no hizo. Este libro detalla la historia de un curri que fue en contra de la tradición curri cuando dejó de trabajar y estudiar. De acuerdo con el libro, un curri que no hace, de hecho, se convierte en un Fraggle.

## Reparto
| Personaje                  | Estados Unidos  | Estados Unidos    | España                    | España                        | España                        | México                 | México                 | México                 |
| Personaje                  | Original        | Reboot            | Doblaje original          | Redoblaje                     | Reboot                        | Doblaje original       | Redoblaje              | Reboot                 |
| -------------------------- | --------------- | ----------------- | ------------------------- | ----------------------------- | ----------------------------- | ---------------------- | ---------------------- | ---------------------- |
| Gobo                       | Jerry Nelson    | John Tartaglia    | Ángel Egido               | Álex Saudinós                 | Álex Saudinós                 | Braulio Zertuche       | Manuel David           | Manuel David           |
| Gobo                       | Jerry Nelson    | John Tartaglia    | Rafa Romero               | Álex Saudinós                 | Álex Saudinós                 | Braulio Zertuche       | Manuel David           | Manuel David           |
| Red                        | Karen Prell     | Karen Prell       | Lucía Esteban             | Isabel Lago                   | Isabel Lago                   | Rocío Garcel           | Vanessa Olea           | Vanessa Olea           |
| Red                        | Karen Prell     | Karen Prell       | Lucía Esteban             | Isabel Lago                   | Isabel Lago                   | Love Santini           | Vanessa Olea           | Vanessa Olea           |
| Wembley                    | Steve Whitemire | Jordan Lockhart   | José Luís Gil             | Santi Goás                    | Santi Goás                    | -                      | Rick Loera             | Rick Loera             |
| Wembley                    | Steve Whitemire | Jordan Lockhart   | Eduardo del Hoyo          | Santi Goás                    | Santi Goás                    | -                      | Rick Loera             | Rick Loera             |
| Mokey                      | Kathryn Mullen  | Donna Kimball     | Laura Palacios            | Yolanda Mateos                | Yolanda Mateos                | María Fernanda Morales | Carla Cerda            | Carla Cerda            |
| Mokey                      | Kathryn Mullen  | Donna Kimball     | Yolanda Pérez Segoviano   | Yolanda Mateos                | Yolanda Mateos                | María Fernanda Morales | Carla Cerda            | Carla Cerda            |
| Boober                     | Dave Goelz      | Dave Goelz        | Rafael Alonso Naranjo Jr. | Ángel Coomonte                | Ángel Coomonte                | Héctor Lee             | Pepe Vilchis           | Pepe Vilchis           |
| Matt                       | Dave Goelz      | Dave Goelz        | Carlos Revilla            | Luis Bajo                     | Luis Bajo                     | -                      | Mario Heras            | Mario Heras            |
| Matt                       | Dave Goelz      | Dave Goelz        | Julio Núñez               | Luis Bajo                     | Luis Bajo                     | -                      | Mario Heras            | Mario Heras            |
| Jerome "Doc" Christian     | Gerard Parkes   |                   | Félix Ocaso               | Juan Perucho                  |                               | Juan Domingo Méndez    | Pedro D'Aguillón Jr.   |                        |
| Jerome "Doc" Christian     | Gerard Parkes   | Víctor Agramunt   |                           | Juan Perucho                  |                               | Juan Domingo Méndez    | Pedro D'Aguillón Jr.   |                        |
| Sprocket                   | Richard Hunt    | John Tartaglia    | -                         | Santi Aguirre                 | Santi Aguirre                 | -                      | Christian Stempler     | Christian Stempler     |
| Junior Gorg                | Richard Hunt    | Dan Garza         | Juan Luís Rovira          | Antonio Domínguez             | Antonio Domínguez             | -                      | Rodrigo Carralero      | Rodrigo Carralero      |
| Pa Gorg                    | Jerry Nelson    | Frank Meschkuleit | Paco Hernández            | Txema Moscoso                 | Txema Moscoso                 | -                      | Juan Alfonso Carralero | Juan Alfonso Carralero |
| Pa Gorg                    | Jerry Nelson    | Frank Meschkuleit | Juan Fernández Mejías     | Txema Moscoso                 | Txema Moscoso                 | -                      | Juan Alfonso Carralero | Juan Alfonso Carralero |
| Ma Gorg                    | Myra Fried      | Aymee Garcia      | María Romero              | Mercedes Espinosa             | Mercedes Espinosa             | -                      | Ruth Toscano           | Ruth Toscano           |
| Cotterpin                  | Kathryn Mullen  | Donna Kimball     | Mari Luz Orielo           | Malu Carranza                 | Malu Carranza                 | -                      | Marysol Lobo           | Marysol Lobo           |
| Architect                  | Jerry Nelson    | John Tartaglia    | Fernando Mateo            | Jesús Barreda                 | Jesús Barreda                 | -                      | -                      | -                      |
| Architect                  | Jerry Nelson    | John Tartaglia    | Fernando Mateo            | Fernando (Nano) Castro        |                               | -                      | -                      | -                      |
| Marjory                    | Jerry Nelson    | Aymee Garcia      | María Julia Díaz          | María Jesús Varona            | María Jesús Varona            | Vicky Córdoba          | Antonio Merlussa       | Marco Guerrero         |
| Philo                      | Dave Goelz      | Dan Garza         | Luis Reina                | José María (Guyu) Guiu        | José María (Guyu) Guiu        | -                      | Nando Fortanell        | Nando Fortanell        |
| Gunge                      | Richard Hunt    | John Tartaglia    | Rafael Alonso Naranjo Jr. | Fernando (Fer) Delgado        | Fernando (Fer) Delgado        | -                      | Alberto Bernal         | Alberto Bernal         |
| The World's Oldest Fraggle | Dave Goelz      | Frank Meschkuliet | -                         | Luis Fernando Ríos            | Luis Fernando Ríos            | -                      | Francisco Reséndez     | Francisco Reséndez     |
| Cantus                     | Jim Henson      |                   | -                         | José Gómez                    |                               | Luís de León           | -                      |                        |
| Storyteller                | Terry Angus     | Donna Kimball     | -                         | Francisco Javier García Sáenz | Francisco Javier García Sáenz | -                      | Nando Fortanell        | Nando Fortanell        |
| Storyteller                | Terry Angus     | Donna Kimball     | -                         | Ana Viñuela                   |                               | -                      | Nando Fortanell        | Nando Fortanell        |
| Doc                        |                 | Lilo Cooper       |                           |                               | Ana Esther Alborg             |                        |                        | Andrea Soto            |

## Episodios

### Los Fraguel (1983-1987)
| Temporada | Temporada | Capítulos | Fecha de emisión        | Fecha de emisión    |
| Temporada | Temporada | Capítulos | Estreno                 | Final               |
| --------- | --------- | --------- | ----------------------- | ------------------- |
|           | 1         | 24        | 10 de enero de 1983     | 4 de julio de 1983  |
|           | 2         | 24        | 2 de enero de 1984      | 11 de junio de 1984 |
|           | 3         | 22        | 24 de diciembre de 1984 | 27 de mayo de 1985  |
|           | 4         | 13        | 6 de enero de 1986      | 31 de marzo de 1986 |
|           | 5         | 13        | 5 de enero de 1987      | 30 de marzo de 1987 |

#### 1ª Temporada (1983)
| N.º (serie) | N.º (temp.) | Título                                                                   | Dirigido por      | Escrito por       | Fecha de emisión      |
| ----------- | ----------- | ------------------------------------------------------------------------ | ----------------- | ----------------- | --------------------- |
| 1           | 1           | Beginnings Al Principio (ES)                                             | Jim Henson        | Jerry Juhl        | 10 de enero de 1983   |
| 2           | 2           | Wembley and the Gorgs Dudo y los Goris (ES)                              | Jim Henson        | Jerry Juhl        | 17 de enero de 1983   |
| 3           | 3           | Let the Water Run Deja Correr el Agua (ES)                               | Perry Rosemond    | Jocelyn Stevenson | 24 de enero de 1983   |
| 4           | 4           | You Can't do That Without a Hat No Puedes Hacer eso sin la Gorra (ES)    | Perry Rosemond    | Jocelyn Stevenson | 31 de enero de 1983   |
| 5           | 5           | The Thirty-Minute Work Week Treinta Minutos de Jornada Laboral (ES)      | Norman Campbell   | Jerry Juhl        | 7 de febrero de 1983  |
| 6           | 6           | The Preachification of Convincing John El Convincente John (ES)          | Jim Henson        | Jerry Juhl        | 14 de febrero de 1983 |
| 7           | 7           | I Want to be you Quiero ser tú (ES)                                      | Perry Rosemond    | Jocelyn Stevenson | 21 de febrero de 1983 |
| 8           | 8           | The Terrible Tunnel El Terrible Túnel (ES)                               | George Bloomfield | Jocelyn Stevenson | 28 de febrero de 1983 |
| 9           | 9           | The Lost Treasure of the Fraggles El Tesoro Perdido de los Fraguels (ES) | Perry Rosemond    | Jerry Juhl        | 7 de marzo de 1983    |
| 10          | 10          | Don't cry Over Spilt Milk No Llores por la Leche Derramada (ES)          | Perry Rosemond    | Jerry Juhl        | 14 de marzo de 1983   |
| 11          | 11          | Catch the Tail by the Tiger Agarra la Cola por el Tigre (ES)             | Jim Henson        | David Young       | 21 de marzo de 1983   |
| 12          | 12          | The Finger of Light El Dedo de Luz (ES)                                  | Peter Harris      | David Young       | 28 de marzo de 1983   |
| 13          | 13          | We Love you, Wembley Te Queremos Dudo (ES)                               | Jim Henson        | Jocelyn Stevenson | 4 de abril de 1983    |
| 14          | 14          | The Challenge El Desafío (ES)                                            | George Bloomfield | Jerry Juhl        | 11 de abril de 1983   |
| 15          | 15          | I Don't Care No me Importa (ES)                                          | Stephen Katz      | Carol Bolt        | 18 de abril de 1983   |
| 16          | 16          | Capture the Moon Atrapar la Luna (ES)                                    | Doug Williams     | David Brandes     | 25 de abril de 1983   |
| 17          | 17          | Marooned Equipo de Rescate (ES)                                          | George Bloomfield | David Young       | 2 de mayo de 1983     |
| 18          | 18          | The Minstrels Los Trovadores (ES)                                        | Jim Henson        | Jocelyn Stevenson | 9 de mayo de 1983     |
| 19          | 19          | The Great Radish Famine La Gran Escasez de Rábanos (ES)                  | George Bloomfield | Jerry Juhl        | 16 de mayo de 1983    |
| 20          | 20          | The Garden Plot La Trampa del Jardín (ES)                                | George Bloomfield | B.P. Nichol       | 23 de mayo de 1983    |
| 21          | 21          | Gobo's Discovery El Descubrimiento de Gobo (ES)                          | Martin Lavut      | Jocelyn Stevenson | 30 de mayo de 1983    |
| 22          | 22          | Mokey's Funeral El Funeral de Musi (ES)                                  | Jim Henson        | Jerry Juhl        | 6 de junio de 1983    |
| 22          | 22          | Mokey's Funeral El Funeral de Musi (ES)                                  | Jim Henson        | Susan Juhl        | 6 de junio de 1983    |
| 23          | 23          | The Beast of Bluerock La Bestia de la Roca Azul (ES)                     | George Bloomfield | Sugith Varughese  | 13 de junio de 1983   |
| 24          | 24          | The New Trash Heap in Town Una Nueva Basura en la Ciudad (ES)            | George Bloomfield | Laura Philips     | 4 de julio de 1983    |

#### 2ª Temporada (1984)
| N.º (serie) | N.º (temp.) | Título                                                                         | Dirigido por      | Escrito por       | Fecha de emisión      |
| ----------- | ----------- | ------------------------------------------------------------------------------ | ----------------- | ----------------- | --------------------- |
| 25          | 1           | Wembley's Egg El Huevo de Dudo (ES)                                            | George Bloomfield | Laura Philips     | 2 de enero de 1984    |
| 26          | 2           | Boober Rock Bombo Rock (ES)                                                    | Norman Campbell   | B.P. Nichol       | 9 de enero de 1984    |
| 27          | 3           | The Trash Heap Doesn't Live Here Anymore La Señora Basura ya no Vive Aquí (ES) | George Bloomfield | Jerry Juhl        | 16 de enero de 1984   |
| 28          | 4           | Red's Sea Monster El Monstruo Marino de Rossi (ES)                             | Terry Maskell     | David Young       | 23 de enero de 1984   |
| 29          | 5           | Uncle Matt Comes Here El Tío Matt Vuelve a Casa (ES)                           | Eric Till         | Jerry Juhl        | 30 de enero de 1984   |
| 29          | 5           | Uncle Matt Comes Here El Tío Matt Vuelve a Casa (ES)                           | Eric Till         | Susan Juhl        | 30 de enero de 1984   |
| 30          | 6           | Boober's Dream El Sueño de Bombo (ES)                                          | George Bloomfield | Jocelyn Stevenson | 6 de febrero de 1984  |
| 31          | 7           | Mokey and the Ministrels Musi y los Trovadores (ES)                            | George Bloomfield | Jocelyn Stevenson | 13 de febrero de 1984 |
| 32          | 8           | All Work and all Play Trabajo, Trabajo y Trabajo (ES)                          | Jim Henson        | Jerry Juhl        | 20 de febrero de 1984 |
| 33          | 9           | Sir Hubris and the Gorgs Sir Hubris y los Goris (ES)                           | George Bloomfield | Sugith Varughese  | 27 de febrero de 1984 |
| 34          | 10          | A Friend in Need Un Amigo en Apuros (ES)                                       | Jim Henson        | Laura Philips     | 5 de marzo de 1984    |
| 35          | 11          | The Wizard of Fraggle Rock El Mago de Fraggle Rock (ES)                        | Norman Campbell   | Jocelyn Stevenson | 12 de marzo de 1984   |
| 35          | 11          | The Wizard of Fraggle Rock El Mago de Fraggle Rock (ES)                        | Norman Campbell   | John Pattinson    | 12 de marzo de 1984   |
| 36          | 12          | The Doozer Contest El Duelo de los Curris (ES)                                 | George Bloomfield | Sugith Varughese  | 19 de marzo de 1984   |
| 37          | 13          | Red's Club El Club de Rossi (ES)                                               | Eric Till         | Jocelyn Stevenson | 26 de febrero de 1984 |
| 38          | 14          | The Secret of Convincing John El Secreto del Convincente John (ES)             | George Bloomfield | B.P. Nichol       | 2 de abril de 1984    |
| 39          | 15          | Manny's Land of Carpets Alfombrilandia (ES)                                    | Eric Till         | David Young       | 9 de abril de 1984    |
| 40          | 16          | Junior Sells the Farm Junior Vende el Castillo (ES)                            | George Bloomfield | Jerry Juhl        | 16 de abril de 1984   |
| 41          | 17          | Fraggle Wars Guerra Entre Fraggles (ES)                                        | George Bloomfield | Laura Philips     | 23 de abril de 1984   |
| 42          | 18          | The Day the Music Died El Día que Murió la Música (ES)                         | Eric Till         | B.P. Nichol       | 30 de abril de 1984   |
| 43          | 19          | The Doomsday Soup La Sopa Explosiva (ES)                                       | Jim Henson        | Sugith Varughese  | 7 de mayo de 1984     |
| 44          | 20          | A Cave of One's Own Cada uno en su Cueva (ES)                                  | George Bloomfield | Jerry Juhl        | 14 de mayo de 1984    |
| 44          | 20          | A Cave of One's Own Cada uno en su Cueva (ES)                                  | George Bloomfield | Susan Juhl        | 14 de mayo de 1984    |
| 45          | 21          | Wembley and the Great Race Dudo y la Gran Carrera (ES)                         | George Bloomfield | Robert Sandler    | 21 de mayo de 1984    |
| 46          | 22          | Doozer is a Doozer Does Un Curri es un Curri (ES)                              | Eric Till         | Jocelyn Stevenson | 28 de mayo de 1984    |
| 47          | 23          | Boober's Quiet Day El Día Tranquilo de Bombo (ES)                              | Eric Till         | Jerry Juhl        | 4 de junio de 1984    |
| 48          | 24          | The Invasion of the Toe Tickers La Invasión de los Cosquilleros (ES)           | George Bloomfield | David Young       | 11 de junio de 1984   |

#### 3ª Temporada (1984-1985)
| N.º (serie) | N.º (temp.) | Título                                                                                          | Dirigido por      | Escrito por       | Fecha de emisión        |
| ----------- | ----------- | ----------------------------------------------------------------------------------------------- | ----------------- | ----------------- | ----------------------- |
| 49          | 1           | The Bells of Fraggle Rock Las Campanas de Fraggle Rock (ES)                                     | Doug Williams     | Jerry Juhl        | 24 de diciembre de 1984 |
| 49          | 1           | The Bells of Fraggle Rock Las Campanas de Fraggle Rock (ES)                                     | Doug Williams     | Susan Juhl        | 24 de diciembre de 1984 |
| 49          | 1           | The Bells of Fraggle Rock Las Campanas de Fraggle Rock (ES)                                     | Doug Williams     | Jocelyn Stevenson | 24 de diciembre de 1984 |
| 50          | 2           | Red-Handed and the Invisible Thief Rosi y el Ladrón Invisible (ES)                              | Terry Maskell     | Robert Sander     | 7 de enero de 1985      |
| 51          | 3           | Boober and the Glob Bombo y la Cosa (ES)                                                        | Jim Henson        | Jocelyn Stevenson | 14 de enero de 1985     |
| 52          | 4           | The Grapes of Generosity Las Uvas de la Generosidad (ES)                                        | Terry Maskell     | Jerry Juhl        | 21 de enero de 1985     |
| 53          | 5           | Blanket of Snow, Blanket of Woe Año de Nieves, Año de Males (ES)                                | George Bloomfield | B.P. Nichol       | 28 de enero de 1985     |
| 54          | 6           | Pebble Pox Blues El Rocampión (ES)                                                              | George Bloomfield | Laura Philips     | 4 de febrero de 1985    |
| 55          | 7           | Home is Where the Trash is Basura Dulce Basura (ES)                                             | George Bloomfield | Sugith Varughese  | 11 de febrero de 1985   |
| 56          | 8           | Believe it or not Creerlo o no Creerlo (ES)                                                     | Terry Maskell     | Jocelyn Stevenson | 18 de febrero de 1985   |
| 57          | 9           | Wembley and the Mean Genie Dudo y el Genio Malvado (ES)                                         | Doug Williams     | Robert Sander     | 25 de febrero de 1985   |
| 58          | 10          | The Secret Society of Poohbahs La Sociedad Secreta de los Poohbahs (ES)                         | George Bloomfield | Jerry Juhl        | 4 de marzo de 1985      |
| 59          | 11          | The Beanbarrow, the Burden and the Bright Bouquet Los Cascarones de la Bestia y las Flores (ES) | Terry Maskell     | B.P. Nichol       | 11 de marzo de 1985     |
| 60          | 12          | Gobo's School for Explorers La Escuela de Gobo Para Exploradores (ES)                           | George Bloomfield | David Young       | 18 de marzo de 1985     |
| 61          | 13          | Scared Silly Un Susto Tonto (ES)                                                                | Doug Williams     | Jocelyn Stevenson | 25 de marzo de 1985     |
| 62          | 14          | The Great Radish Caper Operación Rábano (ES)                                                    | Terry Maskell     | Sugith Varughese  | 1 de abril de 1985      |
| 63          | 15          | Born to Wander Nacido Para la Aventura (ES)                                                     | George Bloomfield | B.P. Nichol       | 8 de abril de 1985      |
| 64          | 16          | The Battle of Leaking Roof La Batalla de la Gotera (ES)                                         | Eric Till         | Robert Sander     | 15 de abril de 1985     |
| 65          | 17          | Playing Till it Hurts Juega Hasta que Duela (ES)                                                | Terry Maskell     | Jerry Juhl        | 22 de abril de 1985     |
| 66          | 18          | Bored Still Muertos de Aburrimiento (ES)                                                        | George Bloomfield | Jocelyn Stevenson | 29 de abril de 1985     |
| 67          | 19          | The Cavern of Lost Dreams La Caverna de los Sueños Perdidos (ES)                                | Terry Maskell     | B.P. Nichol       | 6 de mayo de 1985       |
| 68          | 20          | The Incredible Shrinking Mokey La Increíble Musi Menguante (ES)                                 | Les Rose          | Jocelyn Stevenson | 13 de mayo de 1985      |
| 69          | 21          | A Drak and Stormy Night Una Noche Oscura y Tormentosa (ES)                                      | Norman Campbell   | Sugith Varughese  | 20 de mayo de 1985      |
| 70          | 22          | Gunge the Great and Glorious Su Majestad el Rey (ES)                                            | Eric Till         | Laura Philips     | 27 de mayo de 1985      |

#### 4ª Temporada (1986)
| N.º (serie) | N.º (temp.) | Título                                                       | Dirigido por      | Escrito por      | Fecha de emisión      |
| ----------- | ----------- | ------------------------------------------------------------ | ----------------- | ---------------- | --------------------- |
| 71          | 1           | Sprocket's Big Adventure La Gran Aventura de Sprocket (ES)   | Eric Till         | Sugith Varughese | 6 de enero de 1986    |
| 72          | 2           | Wembley's Wonderful Whoopie Water La Chupiagua de Dudo (ES)  | Terry Maskell     | Jerry Juhl       | 13 de enero de 1986   |
| 72          | 2           | Wembley's Wonderful Whoopie Water La Chupiagua de Dudo (ES)  | Terry Maskell     | Susan Juhl       | 13 de enero de 1986   |
| 73          | 3           | Sidebottom Blues El Doctor Risas (ES)                        | Norman Campbell   | David Young      | 20 de enero de 1986   |
| 74          | 4           | Uncle Matt's Discovery El Descubrimiento del tío Matt (ES)   | Norman Campbell   | Jerry Juhl       | 27 de enero de 1986   |
| 75          | 5           | Junior Faces the Music Junior se Enfrenta a la Música (ES)   | Terry Maskell     | Robert Sandler   | 3 de febrero de 1986  |
| 76          | 6           | A Tune for Two Una Canción Para Dos (ES)                     | Les Rose          | Laura Philips    | 10 de febrero de 1986 |
| 77          | 7           | The Perfect Blue Rollie El Rollie Azul Perfecto (ES)         | Eric Till         | David Young      | 17 de febrero de 1986 |
| 78          | 8           | A Brush With Jealousy Un Ataque de Envidia (ES)              | Terry Maskell     | B.P. Nichol      | 24 de febrero de 1986 |
| 79          | 9           | Wembley's Flight El Vuelo de Dudo (ES)                       | Eric Till         | Jerry Juhl       | 3 de marzo de 1986    |
| 80          | 10          | Red' Blue Dragon Rosi en el País de los Dragones Azules (ES) | Terry Maskell     | Jerry Juhl       | 10 de marzo de 1986   |
| 80          | 10          | Red' Blue Dragon Rosi en el País de los Dragones Azules (ES) | Terry Maskell     | Susan Juhl       | 10 de marzo de 1986   |
| 81          | 11          | Wonder Mountain La Montaña Prodigiosa (ES)                   | George Bloomfield | Robert Sandler   | 17 de marzo de 1986   |
| 82          | 12          | Space Frog Follies La Rana Espacial (ES)                     | George Bloomfield | David Young      | 24 de marzo de 1986   |
| 83          | 13          | Boober Gorg Bombo Gori (ES)                                  | Terry Maskell     | Sugith Varughese | 31 de marzo de 1986   |

#### 5ª Temporada (1987)
| N.º (serie) | N.º (temp.) | Título                                                              | Dirigido por      | Escrito por       | Fecha de emisión      |
| ----------- | ----------- | ------------------------------------------------------------------- | ----------------- | ----------------- | --------------------- |
| 84          | 1           | Mirror, Mirror Espejo, Espejito (ES)                                | Wayne Moss        | Jocelyn Stevenson | 5 de enero de 1987    |
| 85          | 2           | The Riddle of Rhyming Rock El Acertijo de la Roca de las Rimas (ES) | Terry Maskell     | B.P. Nichol       | 12 de enero de 1987   |
| 86          | 3           | The Voice Inside La Voz Interior (ES)                               | Eric Till         | Laura Philips     | 19 de enero de 1987   |
| 87          | 4           | The Trial of Cotterpin Doozer El Juicio de Cotterpin Curri (ES)     | Wayne Moss        | Jerry Juhl        | 26 de enero de 1987   |
| 88          | 5           | The River of Life El Río de la Vida (ES)                            | Eric Till         | David Young       | 2 de febrero de 1987  |
| 89          | 6           | Beyond the Pond Más allá del Estanque (ES)                          | Terry Maskell     | Jocelyn Stevenson | 9 de febrero de 1987  |
| 90          | 7           | Gone but not Forgotten Muerto Pero no Olvidado (ES)                 | Eric Till         | Laura Philips     | 16 de febrero de 1987 |
| 91          | 8           | Mokey, Then and Now Musi Antes y Ahora (ES)                         | Eric Till         | Jocelyn Stevenson | 23 de febrero de 1987 |
| 92          | 9           | Ring Around the Rock La Alianza de la Boda de Fraggle Rock (ES)     | Terry Maskell     | Sugith Varughese  | 2 de marzo de 1987    |
| 93          | 10          | Inspector Red La Inspectora de Rosi (ES)                            | George Bloomfield | Jerry Juhl        | 9 de marzo de 1987    |
| 93          | 10          | Inspector Red La Inspectora de Rosi (ES)                            | George Bloomfield | Susan Juhl        | 9 de marzo de 1987    |
| 94          | 11          | The Gorg who Would be King El Gori que Quería ser Rey (ES)          | Terry Maskell     | Laura Philips     | 16 de marzo de 1987   |
| 95          | 12          | The Honk of Honks El Cuerno de Cuernos (ES)                         | Richard Hunt      | Jocelyn Stevenson | 23 de marzo de 1987   |
| 96          | 13          | Change of Adress Cambio de Dirección (ES)                           | Eric Till         | Jerry Juhl        | 30 de marzo de 1987   |

### Los Fraguel: la Diversión Continúa (2022-)
| Temporada | Temporada        | Capítulos        | Fecha de estreno        |
| --------- | ---------------- | ---------------- | ----------------------- |
|           | 1                | 13               | 21 de enero de 2022     |
|           | Especial Navidad | Especial Navidad | 18 de noviembre de 2022 |
|           | 2                | 13               | 29 de marzo de 2024     |

#### 1ª Temporada (2022)
| N.º (serie) | N.º (temp.) | Título                                                            | Dirigido por   | Escrito por       | Fecha de estreno    |
| ----------- | ----------- | ----------------------------------------------------------------- | -------------- | ----------------- | ------------------- |
| 1           | 1           | Pilot Piloto (ES)                                                 | Paul Fox       | Matt Fusfeld      | 21 de enero de 2022 |
| 1           | 1           | Pilot Piloto (ES)                                                 | Paul Fox       | Alex Cuthbertson  | 21 de enero de 2022 |
| 2           | 2           | Red and the big Jump Rosi y el Gran Salto (ES)                    | J.J. Johnson   | John Tartaglia    | 21 de enero de 2022 |
| 3           | 3           | The Merggle Moon Migration La Migración de la Luna Merggle (ES)   | J.J. Johnson   | Jocelyn Stevenson | 21 de enero de 2022 |
| 4           | 4           | The Glow El Resplandor (ES)                                       | Paul Fox       | Sabrina Jalees    | 21 de enero de 2022 |
| 5           | 5           | Four Wembleys and a Birthday Cuatro Dudos y un Cumpleaños (ES)    | J.J. Johnson   | Maurin Mwombela   | 21 de enero de 2022 |
| 6           | 6           | The Legend of Icy Joe La Leyenda de Icy Joe (ES)                  | Paul Fox       | Douglas Lyons     | 21 de enero de 2022 |
| 7           | 7           | Flight of the Flutterflies El Vuelo de las Lucerposas (ES)        | Jordan Canning | Charley Feldman   | 21 de enero de 2022 |
| 8           | 8           | Carggle Lagoon La Laguna Carggle (ES)                             | Jordan Canning | Maurin Mwombela   | 21 de enero de 2022 |
| 9           | 9           | The Giggle Gaggle Games Los Juegos de la Risilla en Pandilla (ES) | Jordan Canning | Sabrina Jalees    | 21 de enero de 2022 |
| 10          | 10          | Wembley and the Spokesfraggle Dudo el Portavoz (ES)               | Jon Rosenbaum  | Charley Feldman   | 21 de enero de 2022 |
| 11          | 11          | Deep Dive Un Salto Profundo (ES)                                  | Jon Rosenbaum  | Douglas Lyons     | 21 de enero de 2022 |
| 12          | 12          | Into the Trash En el Interior de la Basura (ES)                   | Adam Stein     | John Tartaglia    | 21 de enero de 2022 |
| 12          | 12          | Into the Trash En el Interior de la Basura (ES)                   | Zach Lipovsky  | John Tartaglia    | 21 de enero de 2022 |
| 13          | 13          | All of us Todos Nosotros (ES)                                     | Adam Stein     | Matt Fusfeld      | 21 de enero de 2022 |
| 13          | 13          | All of us Todos Nosotros (ES)                                     | Zach Lipovsky  | Alex Cuthbertson  | 21 de enero de 2022 |

#### Especial Navidad (2022)
| N.º (serie) | Título                                         | Dirigido por  | Escrito por      | Fecha de estreno        |
| ----------- | ---------------------------------------------- | ------------- | ---------------- | ----------------------- |
| 14          | Night of the Lights La Noche de las Luces (ES) | Jon Rosenbaum | John Tartaglia   | 18 de noviembre de 2022 |
| 14          | Night of the Lights La Noche de las Luces (ES) | Jon Rosenbaum | Matt Fusfeld     | 18 de noviembre de 2022 |
| 14          | Night of the Lights La Noche de las Luces (ES) | Jon Rosenbaum | Alex Cuthbertson | 18 de noviembre de 2022 |

#### 2ª Temporada (2024)
| N.º (serie) | N.º (temp.) | Título                                                       | Dirigido por   | Escrito por       | Fecha de estreno    |
| ----------- | ----------- | ------------------------------------------------------------ | -------------- | ----------------- | ------------------- |
| 15          | 1           | The Great Wind El Gran Viento (ES)                           | Jordan Canning | Matt Fuseld       | 29 de marzo de 2024 |
| 15          | 1           | The Great Wind El Gran Viento (ES)                           | Jordan Canning | Alex Cuthbertson  | 29 de marzo de 2024 |
| 16          | 2           | The Twist-Turn-Thon El Giraycorretón (ES)                    | Paul Fox       | Maurin Mwombela   | 29 de marzo de 2024 |
| 17          | 3           | When Mokey Met Lanford Cuando Musi Conoció a Lanford (ES)    | Jordan Canning | John Tartaglia    | 29 de marzo de 2024 |
| 18          | 4           | The Repeatee Birds Los Pájaros Repetidores (ES)              | Jordan Canning | Douglas Lyons     | 29 de marzo de 2024 |
| 19          | 5           | I'm Pogey Soy Pogey (ES)                                     | John Tartaglia | Charley Feldman   | 29 de marzo de 2024 |
| 20          | 6           | Mezzo: Live in Concert Mezzo: en Directo, en Concierto (ES)  | Jordan Canning | Annalise Tahran   | 29 de marzo de 2024 |
| 21          | 7           | This for That Esto por eso (ES)                              | Jordan Canning | Jocelyn Stevenson | 29 de marzo de 2024 |
| 22          | 8           | Colder Boulders Piedras Gélidas (ES)                         | Paul Fox       | Maurin Mwombela   | 29 de marzo de 2024 |
| 23          | 9           | The Great Radish Ball El Gran Baile del Rábano (ES)          | Paul Fox       | Sabrina Jalees    | 29 de marzo de 2024 |
| 24          | 10          | Fraggle up Enfraguelarse (ES)                                | Jon Rosenbaum  | Douglas Lyons     | 29 de marzo de 2024 |
| 25          | 11          | Lost and Found Fraggles Fraguels Perdidos y Encontrados (ES) | Jon Rosenbaum  | Charley Feldman   | 29 de marzo de 2024 |
| 26          | 12          | Letting go Soltar (ES)                                       | J.J. Johnson   | Annalise Tharan   | 29 de marzo de 2024 |
| 27          | 13          | Hope and Socks Esperanza y Calcetines (ES)                   | J.J. Johnson   | John Tartaglia    | 29 de marzo de 2024 |

## El programa de televisión
En versión original, el primer episodio se emitió el 10 de enero de 1983, y el último el 30 de marzo de 1987, sumando cinco temporadas, con un total de 96 episodios. El programa fue una coproducción entre la compañía británica de televisión 'Television South' (TVS), la 'Canadian Broadcasting Corporation', el servicio de televisión privada americano 'Home Box Office' y 'Henson Associates'.
La serie fue producida con la intención de emitirse con variaciones internacionales. Las escenas en el entorno humano fueron rodadas independientemente para cada nación, de forma que el espectador pudiera siempre relacionarse con el mundo del programa. Sin embargo, tanto en la versión noruega como en la española se usó el rodaje americano. El programa ha aparecido ahora en más de diez idiomas y países.
- En la versión británica Fraggle Rock es una isla o península rocosa en la costa y hay un faro en ella. El entorno protagonizado por 'Doc' en la versión norteamericana fue reemplazado en el Reino Unido por 'El Capitán' (interpretado por Fulton MacKay, y después de su muerte por John Gordon Sinclair) que vive en el faro. La península es conocida como Fraggle Rock por los humanos.
- En la versión alemana, la acción ocurre debajo del taller del inventor Doc, interpretado por Hans-Helmut Dickow.
- En Francia las escenas humanas tienen lugar en una panadería.

Una versión en dibujos animados de Fraggle Rock se emitió algunos años más tarde. Algunos episodios estaban basados en las historias originales. Todos los episodios han sido comercializados en formato VHS en algún momento. Una petición para que Fraggle Rock sea lanzado en DVD ha estado disponible en la web desde hace algunos años. Durante bastante tiempo el único lanzamiento ha sido en el Reino Unido, un homenaje con los 12 mejores episodios.
La compañía 'Hit Entertainment' ha lanzado al mercado un DVD que contiene tres episodios de Fraggle Rock (titulado Fraggle Rock: Donde Comenzó Todo). Fue comercializado por primera vez el 27 de julio de 2004 en EE. UU., como prueba para comprobar si Fraggle Rock todavía tenía posibilidad de mercado. La prueba aparentemente fue todo un éxito, y 'Fraggle Rock - Primera Temporada Completa' en DVD fue lanzada el 6 de septiembre de 2005, también en EE. UU.
En España, la primera temporada de la serie se puso a la venta en DVD en diciembre de 2005. Está editada en formato digipak y consiste en 4 DVD con los 24 primeros episodios, sumando un total de 10 horas y 4 minutos de contenido. La empresa editora es Círculo Digital. Y también desde diciembre de 2006, se encuentra disponible la segunda temporada. Nos podremos encontrar con los siguientes 24 episodios. Dividida también en 4 DVD y con subtítulos en español para poder disfrutar de la versión original.
Se editó en 2008 una versión completa con los 96 episodios de la serie en DVD, con materiales extra, que comprende 20 DVD, con subtítulos en español, en conmemoración del 25 aniversario de su estreno. Esta colección incluye 47 horas de video e incluye 4 discos con entrevistas sobre su historia, desarrollo, sonido, música y efectos de como fue hecha la serie.

## Músicos de la banda sonora
- Don Gillis - Director Musical
- Bernie LaBarge - guitarra
- Michael Francis - guitarra
- Bob McLaren - Batería
- Ray Parker - teclados
- Tom Szczesniak - Bajo
- Dick Smith - percusión